# HD 181119
HD 181119，又名BD+30 3502，SAO 68095、HR 7324，是一颗恒星，视星等为6.68，位于銀經63.56，銀緯8.44，其B1900.0坐标为赤經19h 14m 9.1s，赤緯+30° 8.44′ 25″。